# St. Jodok (Haunswies)

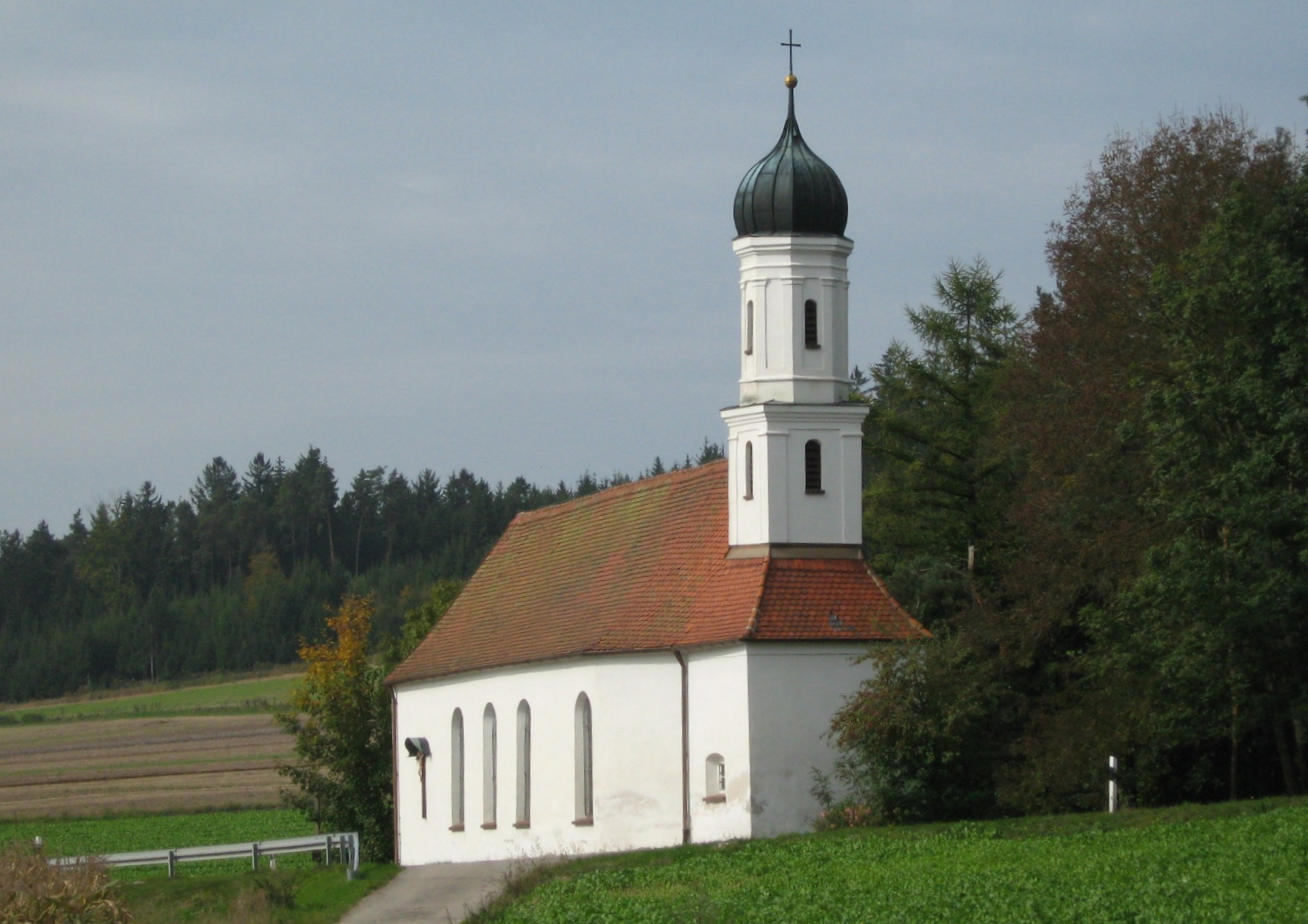
Kirche St. Jodok in Haunswies

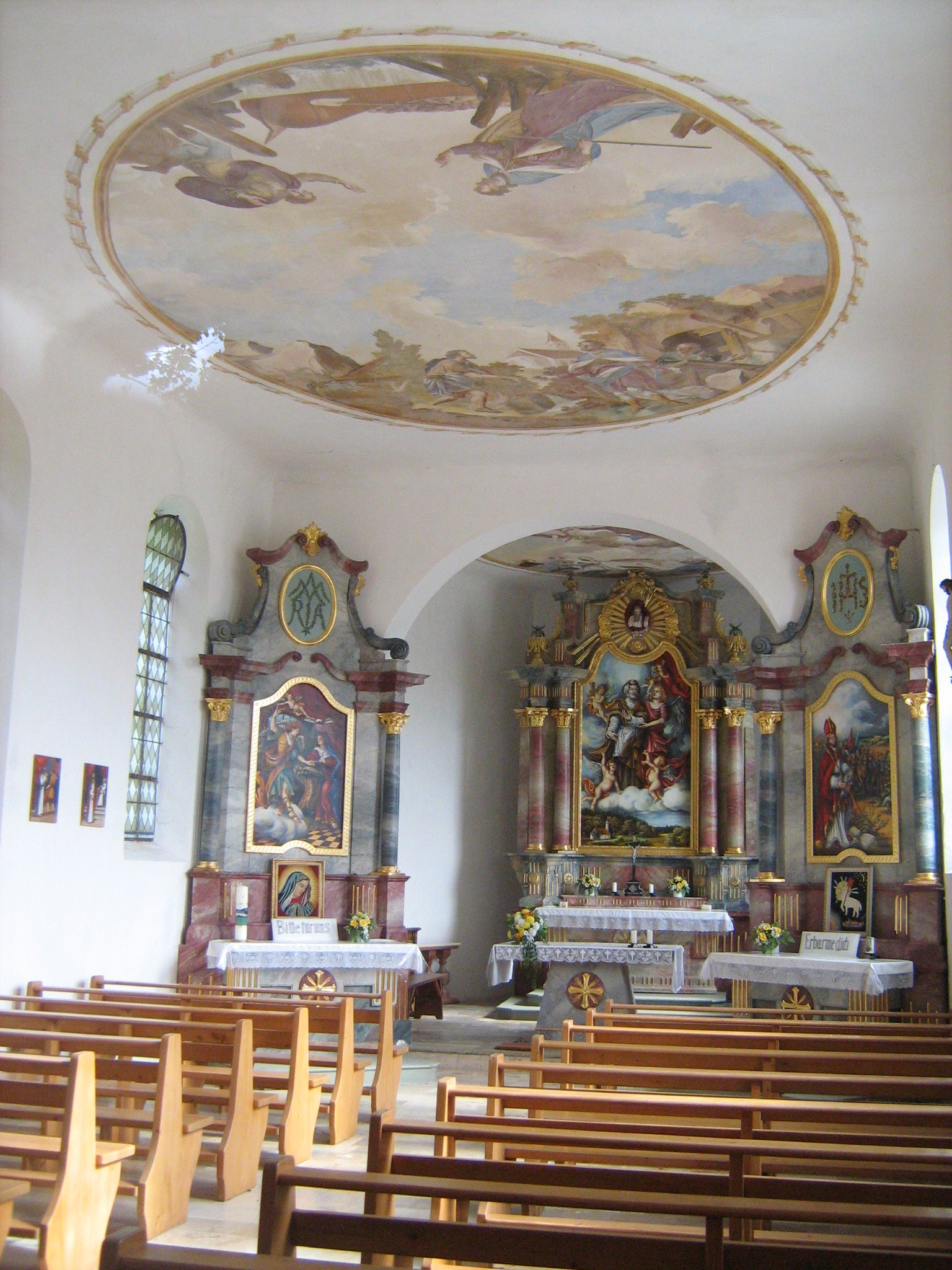
Innenansicht

Die katholische Wallfahrtskirche St. Jodok steht im gleichnamigen Gemeindeteil von Affing im schwäbischen Landkreis Aichach-Friedberg und wurde um 1680 errichtet.
Die Kirche an der Straße nach Igenhausen ist ein geschütztes Baudenkmal. Sie besteht aus einem flachgedeckten Saalbau mit einem dreiseitig geschlossenen Chor und einem östlich angebrachten Turm mit Zwiebelhaube.

## Geschichte
Die Örtlichkeit S. Jobst nördlich von Haunswies wurde bereits in den Bairischen Landtafeln aus dem Jahr 1568 erwähnt. Vermutlich befand sich hier vor dem Dreißigjährigen Krieg eine Pilgerherberge. Nach mündlicher Überlieferung errichteten Wirtsleute aus Haunswies anschließend um 1680 eine Kirche. Diese waren zunächst kinderlos, gelobten jedoch, eine Kirche zu bauen und bekamen daraufhin ein Kind.
Eine Chronik aus dem Jahr 1883 beschreibt die Kirche mit angebauter Mesnerwohnung, die ursprünglich eine Klause war, als einen beliebten Wallfahrtsort. Es kamen so viele Pilger, dass nicht alle in die Kirche passten. Daher wurde 1689 an der Ostseite eine Hofkapelle angebaut, sodass der Gottesdienst auch im Freien gefeiert werden konnte.
Im Jahr 1730 wurde die Kirche erweitert. Der Hochaltar wurde 1739/40 geschaffen, und die Seitenaltäre folgten vermutlich etwas später. Die Fresken aus dem Jahr 1793 werden Johann Baptist Anwander zugeschrieben. Sie zeigen die Verehrung des heiligen Jodok sowie eine Szene, in der Christus dem heiligen Jodok als Bettler erscheint und dieser das Brot mit ihm teilt.
1963 wurde das angebaute Mesnerhaus, das seit 1945 aufgrund des zurückgegangenen Pilgerstroms als Jugendheim zur Naherholung genutzt worden war, abgetragen. Die Kirche wurde anschließend nach Plänen von Pfarrer Franz Rudrof nach Westen um zwei Meter erweitert. Gleichzeitig verschwand die Hofkapelle und der Eingang wurde von der Südseite auf die Westseite verlegt. In dieser Zeit erlebte die Wallfahrt zur Kirche eine Wiederbelebung. Alte Aufnahmen zeigen beispielsweise Fahrzeugsegnungen auf der Wiese vor der Kirche.
1972 wurde die Kirche zweimal Opfer von Einbrüchen. Gestohlen wurden alle Figuren, die Altarbilder und Teile des Altaraufbaus. Bei den Figuren handelte es sich um Darstellungen aus dem 17. Jahrhundert, darunter die Heiligen Jodok, Klara, Franziskus, Ottilie und eine Patrona Bavariae sowie zwei Leuchterengel. Lediglich die beiden Deckenfresken blieben erhalten, ebenso wie fünf Täfelchen eines wertvollen alten Kreuzweges und eine Pietà.
Die neuen Altarbilder aus dem Jahr 1996 stammen von Eva Schickinger aus Augsburg. Sie zeigen im Hochaltar die Aufnahme des heiligen Jodokus in den Himmel, im rechten Seitenaltar den Sieg des heiligen Ulrich 955 auf dem Lechfeld und im linken Seitenaltar Mariä Verkündigung.
Aufgrund von Baufälligkeit ist der Zutritt zur Kirche derzeit (Stand Januar 2025) gesperrt. Teile des Dachstuhls sind marode und aufgrund einer ungleichmäßigen Lastabtragung haben sich im Mauerwerk Risse gebildet. Zudem neigte sich der Turm. Es wurde ein Behelfsdach errichtet und die Sanierungsarbeiten haben begonnen.